# I Walked with a Zombie
"I Walked with a Zombie" - singel amerykańskiego zespołu Wednesday 13. 
Piosenka ta została zainspirowana horrorem z 1943 roku o tej samej nazwie (pol. Wędrowałam z zombie). Wydany w 2005 przez wytwórnię Roadrunner Records.